# Паияннои
Паияннои, эллипсис или кхан (ฯ, ຯ, ។) — знак пунктуации тайского, лаосского и кхмерского письма, использующийся для обозначения сокращений.